# جو لاک (بازیگر)
جوزف ویلیام لاک (انگلیسی: Joseph William Locke؛ زادهٔ ۲۴ سپتامبر ۲۰۰۳) بازیگر اهل جزیره من است. او فعالیت حرفه‌ای خود را در سال ۲۰۲۱ آغاز کرد برای بازی در نقش اصلی مجموعهٔ نفس‌گیر از شبکهٔ نتفلیکس شناخته شده است.

## زندگی و حرفه
لاک در دوگلاس بزرگ شده است. او در دبیرستان بالاکرمین تحصیل کرده است.
در آوریل ۲۰۲۱ اعلام شد که لاک در اولین تجربهٔ تلویزیونی خود در کنار کیت کانر نقش شخصیت اصلی سریال نفس‌گیر از شبکهٔ نتفلیکس که اقتباسی از رمان وبکمیک و گرافیکی به همین نام است، ایفا خواهد کرد. او از بین ۱۰۰۰۰ بازیگری که برای این نقش در نظر گرفته شده بود، انتخاب شد. در حالی که لاک در زمان فیلم‌برداری ۱۷ ساله بود، نقش او در یک دانش آموز ۱۵ ساله در یک دبیرستان پسرانه انگلیسی است.

## فیلم‌شناسی
| سال        | عنوان                                               | نقش                         | توضیحات  |
| ---------- | --------------------------------------------------- | --------------------------- | -------- |
| ۲۰۲۲–اکنون | نفس‌گیر                                              | چارلی اسپرینگ               | نقش اصلی |
| ۲۰۲۴       | The Great Celebrity Bake Off for Stand Up To Cancer | خودش / شرکت‌کننده            | یک قسمت  |
| ۲۰۲۴       | آگاتا تمام مدت                                      | بیلی ماکسیموف/ویکان(Wiccan) | نقش اصلی |